# بوهاته مالکوویتسه
بوهاته مالکوویتسه (به چکی: Bohaté Málkovice) یک منطقهٔ مسکونی در جمهوری چک است که در ناحیه ویشکوو واقع شده‌است. بوهاته مالکوویتسه ۴٫۸۲ کیلومتر مربع مساحت و ۲۶۴ نفر جمعیت دارد و ۲۷۹ متر بالاتر از سطح دریا واقع شده‌است.